# Organización Juvenil Democrática de Afganistán
La Organización Juvenil Democrática de Afganistán (en persa: سازمان دموکراتیک جوانان افغانستان‎), también conocida como la Organización Popular Juvenil de Afganistán fue la principal organización juvenil en la antigua República Democrática de Afganistán. Era la juventud del Partido Democrático Popular de Afganistán. Desde la edad de 17 años los miembros de la OJDA eran elegibles para ser miembros del partido. Para junio de 1978 la organización tenía unos 4,000 miembros.
A mediados de los años 80 tenía alrededor de 25,000 miembros. La OJDA era miembro de la Federación Mundial de la Juventud Democrática.